# 千旦林城
千旦林城（せんたんばやしじょう）は、岐阜県中津川市千旦林にあった砦（日本の城）。

## 概要
戦国時代に岩村城防衛のために建てた遠山十八支城の一つ。岩村遠山氏に仕える吉村源斎が、子の吉村七左衛門尉氏為と共に城を守っていた。武田信玄は、源斎の武勇と知性や人望の評判を聞きつけて自分に仕えるように求めたが、これを拒んだ。信玄死亡後の天正2年（1574年）4月中旬、武田勝頼は甲斐・信濃など5か国の兵力で東美濃に侵攻し遠山氏の城や砦を悉く攻撃した。その際に千旦林城も落城し源斎父子は討死。以後廃城となった。